# Gakunan Tetsudō
Die Gakunan Tetsudō (岳南鉄道株式会社, Gakunan Tetsudō Kabushiki-gaisha, engl. Gakunan Railway Company) ist eine japanische Bahngesellschaft. Das Unternehmen mit Sitz in Fuji in der Präfektur Shizuoka ist eine Tochtergesellschaft des Konzerns Fuji Kyūkō.

## Unternehmen
Obwohl als Bahnunternehmen gegründet, spielt der Bahnverkehr bei der Gakunan Tetsudō nur noch eine untergeordnete Rolle. Eine im Jahr 2013 ausgelagerte hundertprozentige Tochtergesellschaft namens Gakunan Densha (岳南電車) betreibt die Gakunan-Linie. Diese 9,2 km lange Bahnstrecke erschließt industriell geprägte Stadtteile im Osten von Fuji. Bahnfremde Geschäftszweige bilden mittlerweile das Kerngeschäft des Unternehmens und sind weitaus profitabler. Es handelt sich einerseits um den Daifuji Golf Club, einen 18-Loch-Golfplatz am Fuße des Vulkans Fuji. Andererseits ist Gakunan Tetsudō seit 1972 in der Immobilienwirtschaft tätig. Hinzu kommt ein kleiner Güterverkehrsdienst mit Lastkraftwagen.

## Geschichte
Am 15. Dezember 1948 erfolgte die Gründung von Gakunan Tetsudō als Tochtergesellschaft der Bahnunternehmens Izuhakone Tetsudō. Diese übernahm ein im Bahnhof Yoshiwara abzweigendes Anschlussgleis des Nissan-Konzerns und baute es bis 1953 etappenweise zur Gakunan-Linie aus. Wie in Japan üblich, begann sich das Unternehmen zu diversifizieren und eröffnete im August 1954 den drittältesten Golfplatz in der Präfektur Shizuoka. Am 1. Juni 1957 gelangte Gakunan Tetsudō in den Besitz des Konzerns Fuji Kyūkō. Der seit 1966 bestehende Linien- und Reisebusverkehr wurde 1998 innerhalb des Konzerns an die Gesellschaft Fujikyū Shizuoka Bus ausgelagert. Aufgrund der Einstellung des Schienengüterverkehrs im Jahr 2002 brachen die Einnahmen auf der Gakunan-Linie ein. Daraufhin entschloss sich Gakunan Tetsudō dazu, den verbliebenen Bahnverkehr am 1. April 2013 an die Tochtergesellschaft Gakunan Densha auszulagern.